# Diplonaevia bresadolae
Diplonaevia bresadolae är en svampart som tillhör divisionen sporsäcksvampar, och som först beskrevs av Rehm, och fick sitt nu gällande namn av Burghard Hein. Diplonaevia bresadolae ingår i släktet Diplonaevia, och familjen Dermateaceae. Arten är reproducerande i Sverige.